# Coscinodon lawianus
Coscinodon lawianus (J.H. Willis) Ochyra, 2004 è un muschio della famiglia Grimmiaceae, indicato anche come Grimmia lawiana J.H. Willis, 1966, il basionimo con il quale fu originariamente descritto. La specie è riferita come l'unica briofita endemica dell'Antartide continentale.
I primi esemplari furono raccolti, nel febbraio 1954, a Mawson nella Mac. Robertson Land, da Arthur M. Gwynn, ufficiale medico e biologo dell'Australian National Antarctic Research Expedition (ANARE).
Nel 1966 il muschio fu caratterizzato come G. lawiana, dal botanico australiano James Hamlyn Willis, in una monografia sui muschi e licheni antartici raccolti, nella Mac. Robertson Land, nel corso dell'Australian National Antarctic Research Expedition del 1962.

## Etimologia
L'epiteto specifico lawianus, nella nuova combinazione pubblicata nel 2004 da Ryszard Ochyra, briologo polacco dell'Instytut Botaniki im. W. Szafera di Cracovia, è mutuato dal basionimo G. lawiana con cui fu originariamente denominata la nuova specie. Volle essere un omaggio di Willis a Phillip Garth Law, direttore dal 1947 dell'Australian Antarctic Division e dell'ANARE Scientific Project.

## Descrizione
Il muschio fu descritto e figurato per la prima volta da J.H. Willis nel 1966, sulla base dei numerosi esemplari raccolti il 16 settembre 1962, nella Mac. Robertson Land (specificamente sul Ring Rocks group). L'olotipo è conservato nel National Herbarium of Victoria a Melbourne (Index Herbariorum code: MEL).
Una successiva più dettagliata descrizione, soprattutto con riferimento agli aspetti istologici e alla biologia, è stata pubblicata nel 2004 da R. Ochyra.

Nelle descrizione di Willis e, poi in quella di Ochyra, il muschio è di piccole dimensioni e si sviluppa in colonie su suolo o su roccia, formando cuscinetti fitti, a volte coalescenti, sia monospecifici sia in forma di piccole comunità vegetali con altri due muschi antartici, Ceratodon purpureus (Hedw.) Brid, 1826 e Bryum pseudotriquetrum (Hedw.) G.Gaertn., B.Mey. & Scherb., 1802.
Ha fusticini (caulidi) sottili, eretti, alti fino a 1,0-1,5 cm, generalmente uno o due volte ramificati e ancorati al substrato con rizoidi marrone chiaro, lisci e più o meno ramificati. In sezione trasversale, i caulidi hanno profilo circolare con, al centro, un esile cordone assiale, immerso nel tessuto medullare formato da 3-4 strati di grandi cellule ialine a parete sottile e, all'esterno, un cortex di 1-2 strati di cellule più piccole, brunastre e a parete più spessa. Sull'epidermide, presenta sparsi peli uniseriati, filiformi e ialini.
Le foglioline vegetative superiori (fillidi), da eretto-patenti a strettamente appressate e sovrapposte (embricate) quando secche, hanno forma ovata o ovata-lanceolata. Biplicate per la presenza di due marcate pieghe longitudinali nella porzione distale, sono profondamente concave e carenate, maggiormente verso l'apice che si prolunga in un robusto pelo apicale (arista o resta), piatto, ialino e finemente dentato, lungo fino a 0,3 mm. Il margine fogliare, piano e unistratificato nella porzione prossimale, è decisamente curvato verso l'alto in quella distale, ha profilo semicircolare in sezione trasversale mostrando due cellule epidermiche ventrale, una banda centrale di stereidi e una epidermide dorsale.
La costa, robusta, si estende fino all'apice o appena al di sotto, mostrando, in sezione trasversale 10-15 cellule guida irregolari (deuter cells) ma non stereidi. Le cellule della lamina fogliare sono subquadrate, mai protrudenti, con ispessimenti intracellulari non ondulati della parete. Nella porzione apicale queste cellule sono disposte in due strati, o anche tre nelle pieghe, e si caratterizzano per la parete spessa e l'abbondanza di clorofilla, mentre appaiono più allungate nella porzione basale e lungo i margini dove prendono una forma leggermente oblunga.

## Biologia
Come in tutte le briofite, il ciclo ontogenetico è aplodiplonte isosporeo, con alternanza di generazione antitetica eteromorfa e prevalenza della generazione gametofitica (aploide) su quella sporofitica (diploide) che però, in C. lawianus, non è mai stata osservata.
La specie è molto probabilmente dioica, per il ritrovamento sporadico di individui unisessuali femminili. Di alcune popolazioni, specialmente di quelle colonizzate da alghe e licheni, è nota anche una modalità di riproduzione asessuata mediante gemme protonemali filamentose, costituite da una singola fila di cellule contenenti clorofilla che, facilmente, si frammenta.

## Distribuzione e habitat
C. lawianus è largamente diffuso, ma mai abbondante, nella regione biogeografica dell'Antartide continentale, di cui rappresenta la sola specie endemica conosciuta di muschio. Specificatamente si ritrova,  nella Mac. Robertson Land (Cape Bruce, Ufs island, Melt−Lake Valley, Ring Rocks group, Mawson Rock, West Bay, Masson Range, Telurometer Peak, Departure Rocks group, Goldsworth Range, Mt. Henderson, Fischer Nunatak, Hayes Peak, Goldsworthy Ridge, Rauer Island e Trost Peak; Prince Charles Mountains; Mawson Escarpment); nella Dronning Maud Land (Kronprinsesse Märtha Kyst, Tottanfjella: Johnsonhogna, Cottontoppen; Blades Ridge; Sivorgfjella: Mathisenskaget; Schirmacher Oasis; Gjelsvikfjella nunataks e Mühlig−Hofmannfjella); nella Enderby Land (Prinsesse Astrid Kyst; Henriksenskjera e Wind−Scoop Peak; Filchnerfjella e Rakenkniven; Syowa Coast e Langhovde); nella Princess Elisabeth Land (Ingrind Christensen Coast e Larsemann Hills); nella Wilkes Land e nella Victoria Land.
Tutti siti sono localizzati a sud del Circolo polare antartico, fino alla massima latitutdine meridionale di 75° circa.
C. lawianus si sviluppa prevalentemente nei siti asciutti, in una vasta gamma di habitat, a un'altitudine compresa tra i 20–30 m, delle regioni costiere dell'Enderby Land e della Mac.Robertson Land, e i 1650–2160 m dei nunataks della catena continentale delle Tottan Hills (Tottanfjella).
Specie sassicola, cresce tra i clasti dei depositi morenici, sulle falde di detrito e sui suoli poligonali, prediligendo le superfici rocciose affioranti fratturate e le fessure delle rocce acide. Occasionalmente è stato rinvenuto in ambienti umidi, su rocce coperte da sottili suoli minerali accanto a rapidi torrenti glaciali o su ghiaia e sabbia nelle conoidi detritiche di dilavamento glaciale.

## Tassonomia
Il riconoscimento, come specie nuova, del muschio raccolto a Mawson, si è avuto solo dodici anni dopo la sua scoperta, quando è stato descritto e figurato da J. H. Willis, come Grimmia lawiana J.H. Willis, 1966, aggiungendosi alle altre quattro specie di muschi antartici di questo genere, che era stato istituito da Johann Hedwig nel 1801.
In precedenza il muschio era stato identificato, dubitativamente, come G. fastigiata Card., 1905, dal briologo statunitense Edwin Bunting Bartram senza, infatti, che si avesse riscontro, nella successiva comparazione del campione con il tipo del briologo francese Jules Cardot conservato a Parigi.
Più recentemente, tutte le collezioni disponibili di G. lawiana, compreso il tipo, sono state riesaminate da R. Ochyra, per un lavoro di revisione sui muschi antartici, nell'ambito del progetto The Illustrated Moss Flora of Antarctica, i cui risultati sarebbero stati poi pubblicati in un volume nel 2008.
Relativamente a G. lawiana, R. Ochyra ha fatto osservare che, tra i suoi caratteri morfologici specifici, il profilo trasversale carenato delle foglioline e la lamina fogliare biplicata per la presenza di due marcate pieghe longitudinali della sua porzione distale, non erano presenti in nessun'altra specie del genere Grimmia, mentre, invece, avvicinavano il muschio ad alcune specie andino-boliviane del genere Coscinodon Spreng, 1803, specificamente C. pseudocribrosus Hastings, 1996 e C. bolivianus Broth., 1916, simili anche per dimensioni delle piante e per la forma e la dimensione delle foglioline.
Sulla base di queste considerazioni, nel 2004, Ochyra ha ritenuto di poter assegnare il taxon al genere Coscinodon, pubblicando la nuova combinazione Coscinodon lawianus (J.H. Willis) Ochyra, 2004, ma avvertendo che il nuovo status tassonomico proposto era da intendersi «uncertain and debatable», stante l'impossibilità di esaminare lo sporofito, per la nota sterilità di tutte le popolazioni antartiche conosciute di questa specie.
E, in effetti, questa collocazione generica del muschio non è stata unanimemente condivisa. Il briologo olandese Henk C. Greven, «wereldspecialist voor het genus Grimmia» è stato, fino alla sua morte nel 2015, un convinto sostenitore dell'originaria assegnazione del taxon a quest'ultimo genere, ritenuto «vasto e difficile» e «ricco di specie problematiche».
In particolare Greven ha messo in discussione il valore diagnostico della presenza della lamina fogliare biplicata, riconosciuto invece da Ochyra, anche se opinabilmente, per giustificare il trasferimento del taxon. Sia perché le foglioline biplicate non sono da ritenersi un carattere distintivo del genere Coscinodon, che comprende, infatti, non solo specie che ne sono prive ma, anche, esemplari determinati come C. lawianus che non mostrano il tratto, sia perché, le pliche della lamina si ritrovano, per contro, sulle foglioline di alcune specie del genere Grimmia.